# Bigpoint
Bigpoint GmbH — европейская компания, разработчик браузерных онлайн игр с штаб-квартирой в Гамбурге (Германия) и офисом в Нью-Йорке (США).
Компания работает в Германии, США, Франции, Италии, Испании, Великобритании, Турции, Польше и России.

## История
В 2002 году компания была основана Хайко Хуберцем как m.wire GmbH в Гамбурге, втором по величине городе Германии. Первой игрой Bigpoint была Icefighter, симулятор игры в хоккей. До конца 2004 года были запущены другие игры: «F1Manager» и «Fussballmanager». В 2005 году компания была переименована в e-sport GmbH. В 2006 году братья Самвер из European Founders Fund и в начале 2007 года компания United Internet инвестировали в компанию. Компания быстро расширилась, в 2006 году компания достигла отметки в один миллион зарегистрированных пользователей. К 2007 году на Bigpoint было запущено 22 браузерные игры.
В июне 2008 года General Electric и NBC Universal вместе с европейской группой прямых инвестиций GMT Communications Partners выкупили 70 процентов акций Bigpoint, оставив оставшиеся 30 процентов акций под контролем Хайко Хуберца.
К 2009 году Bigpoint достигла более 100 миллионов пользователей и имела доход более 50 миллионов евро.
26 апреля 2011 года TA Associates и Summit Partners инвестировали 350 миллионов долларов в Bigpoint, чтобы стать мажоритарными акционерами. Предыдущие акционеры продали свои доли в этой сделке.
В мае 2011 года в Bigpoint работало более 800 сотрудников по всему миру.
23 октября 2012 года Bigpoint уволила 120 сотрудников. В то же время Хайко Хубертс ушёл с поста генерального директора.
В марте 2016 года разработчик был приобретен компанией Youzu Interactive (GTArcade).

## Игры, опубликованные компанией
| - Icefighter - Fussballmanager - Gangs of Crime (известна как Mafia 1930) - Gladiatoren - Managergames Hockey - Managergames Soccer - Seafight - Land of Destruction - DarkOrbit - Chaoscars | - SpeedCars - SpeedSpace - The Pimps - ActionLeague - Damoria - K.O. Champs - Gladius II - SpaceInvasion - War of Titans - BeBees - Parsec | - Deepolis - XBlaster - Hellblades - ZooMumba - Battlestar Galactica Online - SkyRama - PonyRama - RamaCity - AquaRama - FantasyRama - Drakensang Online - Kultan - The World Beyond - The Mummy Online - Universal Monsters Online - Supremacy 1914 - Rising Cities |